# Nanigugu
Nanigugu è un cartone animato spagnolo in 3D prodotto dalla società Pataboom nel 2008, rivolto ai bambini in età pre-scolare. In Italia veniva trasmesso per la prima volta sul canale Rai YoYo dal 2009.
I creatori della serie hanno preso spunto dal gioco tradizionale dei bambini che consiste nell'osservare le nuvole e indovinare quali oggetti o animali possono essere rappresentati dalle loro forme. Infatti il piccolo extraterrestre Nani vuole giocare con il bambino Gugu e,  per farsi capire, trasforma le nuvole in cielo in oggetti, in modo tale che il secondo li possa prendere e portare con la sua carriola. Dopo che l'extraterrestre ha trasformato tre nuvole il bambino, associandoli per assonanza di idee, intuisce cosa vuole fare il primo e così i due piccoli possono giocare insieme.
L'ambiente in cui si svolge la scena è volutamente semplificato perché l'obiettivo è di focalizzare l'attenzione sulle trasformazioni delle nuvole e sugli oggetti.
La serie vuole stimolare i bambini a riconoscere le forme e gli oggetti e porta avanti anche un messaggio di tolleranza interrazziale: Nani, il bambino extraterrestre, e Gugu, il bambino umano, decidono di divertirsi insieme lasciando da parte qualsiasi considerazione di razza, aspetto fisico e culturale.